# Daniel Taylor
Daniel Taylor (12 maggio 1982) è un pesista statunitense, che ha preso parte a due edizioni dei Campionati del mondo di atletica leggera rispettivamente ad Osaka 2007 e Berlino 2009.

## Palmarès
| Anno | Manifestazione      | Sede          | Evento           | Risultato | Misura  | Note |
| ---- | ------------------- | ------------- | ---------------- | --------- | ------- | ---- |
| 1999 | Mondiali allievi    | Bydgoszcz     | Getto del peso   | 13º       | 17,58 m |      |
| 1999 | Mondiali allievi    | Bydgoszcz     | Lancio del disco | 5º        | 55,98 m |      |
| 2003 | Giochi panamericani | Santo Domingo | Getto del peso   | 4º        | 19,69 m |      |
| 2007 | Mondiali            | Ōsaka         | Getto del peso   | 33º (q)   | 18,45 m |      |
| 2009 | Mondiali            | Berlino       | Getto del peso   | 24º (q)   | 19,39 m |      |